# هيديكي مايدا
هيديكي مايدا (باليابانية: 前田 秀樹) (13 مايو 1954 في كيوتو في اليابان – )؛ هو لاعب كرة قدم ياباني سابق كان يلعب كلاعب وسط. سبق له أن لعب مع منتخب اليابان.

## وصلات خارجية
- هيديكي مايدا على موقع الاتحاد الدولي (مؤرشف)  (الإنجليزية)
- هيديكي مايدا على موقع قاعدة بيانات كرة القدم.إي يو (الإنجليزية)
- هيديكي مايدا على موقع ناشيونال فوتبول تيمز (الإنجليزية)
- National Football Teams
- Japan National Football Team Database